# Aarle-Rixtel
Aarle-Rixtel é um distrito do município neerlandês de Laarbeck, na província de Brabante do Norte, tendo sido município autônomo até 1997, quando foi incorporado por Laarbeck. É a terra natal do sacerdote Huub van Lieshout, conhecido no Brasil como Padre Eustáquio, beatificado em 2007 pelo Papa Bento XVI.